# 廣丘站
廣丘站（日语：／ Hirooka eki */?）是東日本旅客鐵道（JR東日本）的鐵路車站，位於日本長野縣鹽尻市大字廣丘野村。

## 历史
- 1933年7月10日：開業[1]。
- 1987年4月1日：國鐵分割民營化，成為東日本旅客鐵道的一個車站。
- 2007年11月：新站舍投入使用。
- 2014年4月1日：本站被编入大都市近郊区间，可以使用Suica。

## 車站結構
對向式月台2面2線的地面車站。

### 月台配置
| 月台 | 路線      | 方向 | 目的地   |
| ---- | --------- | ---- | -------- |
| 1    | ■篠之井線 | 下行 | 松本方向 |
| 2    | ■篠之井線 | 上行 | 鹽尻方向 |

（來源：JR東日本:車站構內圖 （页面存档备份，存于））

## 使用情況
近年1日平均上車人次與年間上車人次推移如下表。
| 上車人次推移       | 上車人次推移     | 上車人次推移  |
| 年度               | 1日平均 上車人次 | 年間 上車人次 |
| ------------------ | ---------------- | ------------- |
| 2000年（平成12年） | 2,156            | 787,100       |
| 2001年（平成13年） | 2,057            | 750,930       |
| 2002年（平成14年） | 2,034            | 742,389       |
| 2003年（平成15年） | 2,042            | 747,359       |
| 2004年（平成16年） | 2,028            | 740,242       |
| 2005年（平成17年） | 2,092            | 763,718       |
| 2006年（平成18年） | 2,252            | 822,097       |
| 2007年（平成19年） | 2,313            | 846,793       |
| 2008年（平成20年） | 2,299            | 839,190       |
| 2009年（平成21年） | 2,239            | 817,271       |
| 2010年（平成22年） | 2,285            | 834,216       |
| 2011年（平成23年） | 2,323            | 850,495       |
| 2012年（平成24年） | 2,399            | 875,872       |
| 2013年（平成25年） | 2,440            | 890,600       |
| 2014年（平成26年） | 2,443            | 891,847       |
| 2015年（平成27年） | 2,552            | 934,202       |
| 2016年（平成28年） | 2,627            | 958,907       |
| 2017年（平成29年） | 2,693            | 983,232       |
| 2018年（平成30年） | 2,722            |               |
| 2019年（令和元年） | 2,759            |               |

## 车站周边
- 國道19號
- 廣丘消防署
- 八十二銀行廣丘支店
- 西源廣丘店
- 鹽尻短歌館

## 相鄰車站
東日本旅客鐵道
■篠之井線
□快速「水篶」、□快速、■普通
鹽尻－廣丘－村井

### 使用情況
1日平均上車人次
1. ↑  . 東日本旅客鉄道.   [2019-03-29]. （原始内容存档于2019-03-27）.
2. ↑  . 東日本旅客鉄道.   [2019-03-29]. （原始内容存档于2019-03-27）.
3. ↑  . 東日本旅客鉄道.   [2019-03-29]. （原始内容存档于2019-03-27）.
4. ↑  . 東日本旅客鉄道.   [2019-03-29]. （原始内容存档于2019-03-27）.
5. ↑  . 東日本旅客鉄道.   [2019-03-29]. （原始内容存档于2019-03-27）.
6. ↑  . 東日本旅客鉄道.   [2019-03-29]. （原始内容存档于2019-03-28）.
7. ↑  . 東日本旅客鉄道.   [2019-03-29]. （原始内容存档于2019-03-28）.
8. ↑  . 東日本旅客鉄道.   [2019-03-29]. （原始内容存档于2019-03-28）.
9. ↑  . 東日本旅客鉄道.   [2019-03-29]. （原始内容存档于2019-03-28）.
10. ↑  . 東日本旅客鉄道.   [2019-03-29]. （原始内容存档于2019-03-28）.
11. ↑  . 東日本旅客鉄道.   [2019-03-29]. （原始内容存档于2019-03-28）.
12. ↑  . 東日本旅客鉄道.   [2019-03-29]. （原始内容存档于2019-03-28）.
13. ↑  . 東日本旅客鉄道.   [2019-03-29]. （原始内容存档于2019-03-22）.
14. ↑  . 東日本旅客鉄道.   [2019-03-29]. （原始内容存档于2016-03-04）.
15. ↑  . 東日本旅客鉄道.   [2019-03-29]. （原始内容存档于2019-03-22）.
16. ↑  . 東日本旅客鉄道.   [2019-03-29]. （原始内容存档于2019-03-22）.
17. ↑  . 東日本旅客鉄道.   [2019-03-29]. （原始内容存档于2019-03-22）.
18. ↑  . 東日本旅客鉄道.   [2019-03-29]. （原始内容存档于2019-03-22）.
19. ↑  . 東日本旅客鉄道.   [2019-07-11]. （原始内容存档于2019-07-05）.
20. ↑  . 東日本旅客鉄道.   [2020-07-12]. （原始内容存档于2020-07-10）.

年間上車人次
1. 1 2 3 4 5 6 7 8 9 10  . 塩尻市. 2011-10-01  [2017-10-07]. （原始内容 (Excel)存档于2017-10-07）.
2. 1 2 3 4 5 6  . 塩尻市. 2017-06-01  [2017-10-07]. （原始内容 (Excel)存档于2017-10-07）.
3. 1 2  . 塩尻市. 2019-05-31  [2019-07-11]. （原始内容 (Excel)存档于2019-07-10）.

## 外部連結
- 車站資訊（廣丘）：東日本旅客鐵道